# Борек (Вольштинський повіт)
Борек (пол. Borek) — село в Польщі, у гміні Пшемент Вольштинського повіту Великопольського воєводства.
Населення — 100 осіб (2011).
У 1975-1998 роках село належало до Лешненського воєводства.

## Демографія
Демографічна структура станом на 31 березня 2011 року:
|          | Загалом | Допрацездатний вік | Працездатний вік | Постпрацездатний вік |
| -------- | ------- | ------------------ | ---------------- | -------------------- |
| Чоловіки | 52      | 15                 | 33               | 4                    |
| Жінки    | 48      | 13                 | 26               | 9                    |
| Разом    | 100     | 28                 | 59               | 13                   |